# Maonan
Maonan är ett stadsdistrikt  och säte för stadsfullmäktige i Maomings stad på prefekturnivå i provinsen Guangdong i sydöstra Kina.
Maonan är indelat i sju stadsdelsdistrikt, nio köpingar och en administrativ enhet på sockennivå.
Stadsdelsdistrikt (jiedao):

- Guandu (官渡街道)
- Hedong (河东街道)
- Hexi (河西街道)
- Hongqi (红旗街道)
- Lutian Kuang (露天矿街道)
- Xinhua (新华街道)
- Zhanqian (站前街道)

Köpingar (zhen):

- Aotou (鳌头镇)
- Gaoshan (高山镇)
- Gongguan (公馆镇)
- Jintang (金塘镇)
- Meihua (袂花镇)
- Shange (山阁镇)
- Xinpo (新坡镇)
- Yangjiao (羊角镇)
- Zhensheng (镇盛镇)

Administrativ enhet på sockennivå:
- Maonan Kaifaqu utvecklingszon (茂南开发区)